# Gerald Merrithew
Gerald Stairs Merrithew, PC, CD (* 23. September 1931 in Saint John, New Brunswick; † 5. September 2004) war ein kanadischer Politiker der Progressiv-konservativen Partei Kanadas, der zwischen 1984 und 1993 Mitglied des Unterhauses sowie zeitweise Minister war.

## Leben
Gerald Stairs Merrithew war als Lehrer und Schulrektor tätig. Er diente zudem als Offizier in der Miliz der Streitkräfte und war zuletzt Oberstleutnant im Royal New Brunswick Regiment. Für seine militärischen Leistungen wurde er mit der Canadian Forces’ Decoration (CD) ausgezeichnet. Er begann seine politische Laufbahn in der Kommunalpolitik als Mitglied des Stadtrates von Saint John, dem er zwischen 1971 und 1972 angehörte. Bei einer Nachwahl im Wahlkreis East Saint John wurde er daraufhin 1972 zum Mitglied der Legislativversammlung von New Brunswick gewählt und gehörte dieser nach seinen Wiederwahlen 1974, 1978 und 1982 bis 1984 an. Während der Amtszeit von Richard Bennett Hatfield, der zwischen 1970 und 1987 Premierminister von New Brunswick war, fungierte er zwischen 1974 und 1976 als Bildungsminister, von 1976 bis 1978 als Minister für Handel und Entwicklung sowie zwischen 1982 und 1984 als Minister für natürliche Ressourcen. Er war zudem zwischen 1982 und 1984 Vize-Premierminister sowie als Government House Leader Führer der Regierung in der Legislativversammlung.
Bei der Unterhauswahl am 4. September 1984 wurde er im Wahlkreis Saint John mit 16.604 Stimmen erstmals zum Mitglied des Unterhauses gewählt.
Im 24. Kabinett von Premierminister Brian Mulroney übernahm Merrithew zahlreiche Regierungsämter. Er war zwischen dem 17. September 1984 und dem 29. Juni 1986 zunächst Staatsminister für Forstwirtschaft im Landwirtschaftsministerium sowie anschließend vom 30. Juni 1986 bis zum 14. September 1988 Staatsminister für Forstwirtschaft und Bergbau im Ministerium für Energie, Bergbau und Ressourcen. Zugleich fungierte er zwischen Juli 1986 und 1993 als zuständiger Minister für New Brunswick. Bei der Unterhauswahl am 21. November 1988 wurde er mit 16.798 Stimmen im Wahlkreis Saint John erneut zum Mitglied des Unterhauses gewählt, dem er bis zum 24. Oktober 1993 angehörte. Er war zwischen dem 15. September 1988 und dem 3. Januar 1993 Minister für Veteranenangelegenheiten. Zugleich fungierte er vom 15. September 1988 und dem 11. Dezember 1988 als Minister für das atlantische Kanada beziehungsweise vom 12. Dezember 1988 bis zum 29. Januar 1989 als Staatssekretär für das atlantische Kanada. Als Minister wurde er auch Mitglied des Kanadischen Kronrates.